# لورانس أوسبورن
لورانس أوسبورن (بالإنجليزية: Lawrence Osborne)‏ هو لاعب كرة قدم بريطاني، ولد في 20 أكتوبر 1967 في وستهام ‏ في المملكة المتحدة. لعب مع نادي أرسنال ونادي غيلينغهام وويكمب وندررز ونيوبورت كونتي.